# Corethamnium
Corethamnium, monotipski rod glavočika iz podtribusa Critoniinae, dio tribusa Eupatorieae. Jedina vrsta je kolumbijski endem C. chocoensis

## Opis
Rod Corethamnium uključuje jednu grmoliku vrstu poznatu iz jednog primjerka iz Kolumbije. Ističe se prepoznatljivim vjenčićem koji ima duge režnjeve koji izgledaju kao da izviru izravno iz cijevi, te vermiformnim (crvoliko) trihomima na stabljici i lišću.

## Sinonimi
Nema.

## Vanjske poveznice
|  | Wikivrste imaju podatke o taksonu Corethamnium |